# Miss Acre
Miss Acre (também conhecido como Miss Universe Acre), é um concurso de beleza feminino de nível estadual, que escolhe a melhor representante acreana para a etapa nacional do Miss Brasil versão Miss Universe. A disputa é coordenada pelo jornalista Allex Tomás desde 2024.  A primeira manifestação que ocorreu para a escolha de uma representante dessa unidade de federação foi no ano de 1956 com Wilma Campos, que não se classificou na disputa nacional. A melhor colocação do Acre no certame nacional foi em 2006 quando Maria Cláudia Barreto ficou em segundo lugar, tornando-se assim a Miss Brasil Internacional daquele ano. 

## Histórico

### Tabela de Classificação
Abaixo está a performance das acreanas no Miss Brasil:
| Posição       | Performance |
| Miss Brasil   |             |
| 2º. Lugar     | 1           |
| 3º. Lugar     | 1           |
| 4º. Lugar     |             |
| 5º. Lugar     | 1           |
| Semifinalista | 5           |
| Total         | 8           |
| ------------- | ----------- |

### Edições
- Miss Acre 2013
- Miss Acre 2014
- Miss Acre 2015
- Miss Acre 2016
- Miss Acre 2017
- Miss Acre 2019

### Coordenações
Estiveram a frente do evento estadual:
- 2005 a 2023: Ana Meire Lima (Meyre Manaus Produções).

- 2024 a atual: Allex Tomás (Produtor de eventos).

### Vencedoras
- Tornou-se Miss Brasil
- Terminou entre as finalistas
- Terminou entre as semifinalistas

| Ano  | Participação                                            | Vencedoras                                              | Representação                                           | Colocação                                               | Ref.                                                    |
| ---- | ------------------------------------------------------- | ------------------------------------------------------- | ------------------------------------------------------- | ------------------------------------------------------- | ------------------------------------------------------- |
| 2025 | 62ª                                                     | Layane Castro                                           | Rio Branco                                              |                                                         | [ 3 ]                                                   |
| 2024 | 61ª                                                     | Laryssa Costa                                           | Feijó                                                   | Semifinalista (Top 13)                                  | [ 4 ]                                                   |
| 2023 | 60ª                                                     | Ludimila Souza                                          | Xapuri                                                  |                                                         | [ 5 ]                                                   |
| 2022 | 59ª                                                     | Juliana Melo                                            | Cruzeiro do Sul                                         |                                                         | [ 6 ]                                                   |
| 2021 | 58ª                                                     | Juliana Melo                                            | Cruzeiro do Sul                                         |                                                         | [ 6 ]                                                   |
| 2020 | A Miss Brasil foi indicada, portanto não houve disputa. | A Miss Brasil foi indicada, portanto não houve disputa. | A Miss Brasil foi indicada, portanto não houve disputa. | A Miss Brasil foi indicada, portanto não houve disputa. | A Miss Brasil foi indicada, portanto não houve disputa. |
| 2019 | 57ª                                                     | Sayonara Moura                                          | Rio Branco                                              |                                                         | [ 7 ]                                                   |
| 2018 | 56ª                                                     | Maria Thaís Braga                                       | Feijó                                                   |                                                         | [ 8 ]                                                   |
| 2017 | 55ª                                                     | Kailane Amorim                                          | Brasiléia                                               | Semifinalista (Top 10)                                  | [ 9 ]                                                   |
| 2016 | 54ª                                                     | Jucianne Menezes                                        | Rio Branco                                              |                                                         | [ 10 ]                                                  |
| 2015 | 53ª                                                     | Maxine Silva e Silva                                    | Rio Branco                                              |                                                         | [ 11 ]                                                  |
| 2014 | 52ª                                                     | Iasmyne Sampaio                                         | Rio Branco                                              | Semifinalista (Top 15)                                  | [ 12 ]                                                  |
| 2013 | 51ª                                                     | Raíssa Campêlo                                          | Rio Branco                                              |                                                         | [ 13 ]                                                  |
| 2012 | 50ª                                                     | Jéssica Maia                                            | Rio Branco                                              |                                                         | [ 14 ]                                                  |
| 2011 | 49ª                                                     | Danielle Knidel                                         | Porto Acre                                              | 3º. Lugar                                               | [ 15 ]                                                  |
| 2010 | 48ª                                                     | Andréia D'Ávila                                         | Rio Branco                                              |                                                         | [ 16 ]                                                  |
| 2009 | 47ª                                                     | Elkar Portela                                           | Rio Branco                                              |                                                         | [ 17 ]                                                  |
| 2008 | 46ª                                                     | Achemar Castro                                          | Rio Branco                                              |                                                         | [ 18 ]                                                  |
| 2007 | 45ª                                                     | Angélyca Sampaio                                        | Acrelândia                                              |                                                         | [ 19 ]                                                  |
| 2006 | 44ª                                                     | Maria Cláudia Barreto                                   | Rio Branco                                              | 2º. Lugar                                               | [ 20 ]                                                  |
| 2005 | 43ª                                                     | Suzana Oltramari l                                      | Rio Branco                                              |                                                         | [ 21 ]                                                  |
| 2004 | 42ª                                                     | Fabíola Gomes k                                         | Rio Branco                                              |                                                         | [ 22 ]                                                  |
| 2003 | 41ª                                                     | Gislene Charaba j                                       | Rio Branco                                              |                                                         | [ 23 ]                                                  |
| 2002 | 40ª                                                     | Aline Oliveira Casas                                    |                                                         |                                                         | —                                                       |
| 2001 | 39ª                                                     | Lucimara Fernandes                                      |                                                         |                                                         | —                                                       |
| 2000 | 38ª                                                     | Érika Marcondes Marques                                 |                                                         |                                                         | —                                                       |
| 1999 | 37ª                                                     | Gleiciane Gattas Dias                                   |                                                         |                                                         | —                                                       |
| 1998 | 36ª                                                     | Alessandra Costa Couto                                  | 5º. Lugar                                               |                                                         | —                                                       |
| 1997 | 35ª                                                     | Leila dos Santos Gomes                                  | Semifinalista (Top 12)                                  |                                                         | —                                                       |
| 1996 | 34ª                                                     | Elisângela Cavalcante da Silva                          |                                                         |                                                         | —                                                       |
| 1995 | 33ª                                                     | Viena Oliveira Pinto Relvas i                           |                                                         | [ 24 ]                                                  |                                                         |
| 1994 | 32ª                                                     | Ana Sílvia Soares Schychof                              |                                                         | —                                                       |                                                         |
| 1993 | A Miss Brasil foi indicada, portanto não houve disputa. | A Miss Brasil foi indicada, portanto não houve disputa. | A Miss Brasil foi indicada, portanto não houve disputa. | A Miss Brasil foi indicada, portanto não houve disputa. | A Miss Brasil foi indicada, portanto não houve disputa. |
| 1992 | 31ª                                                     | Mariádna Gonçalves de Souza                             |                                                         |                                                         | —                                                       |
| 1991 | O Estado não enviou candidata ao Miss Brasil 1991.      | O Estado não enviou candidata ao Miss Brasil 1991.      | O Estado não enviou candidata ao Miss Brasil 1991.      | O Estado não enviou candidata ao Miss Brasil 1991.      | O Estado não enviou candidata ao Miss Brasil 1991.      |
| 1990 | Não houve disputa nacional de Miss Brasil em 1990.      | Não houve disputa nacional de Miss Brasil em 1990.      | Não houve disputa nacional de Miss Brasil em 1990.      | Não houve disputa nacional de Miss Brasil em 1990.      | Não houve disputa nacional de Miss Brasil em 1990.      |
| 1989 | 30ª                                                     | Selma Ramos da Cunha                                    |                                                         |                                                         | —                                                       |
| 1988 | 29ª                                                     | Norma Cristina Costa Lameira                            |                                                         |                                                         | —                                                       |
| 1987 | 28ª                                                     | Carmen Lúcia Vidal Brandão                              |                                                         |                                                         | —                                                       |
| 1986 | 27ª                                                     | Núcia Maria da Costa Melo                               |                                                         |                                                         | —                                                       |
| 1985 | 26ª                                                     | Ivone Ferreira dos Santos                               |                                                         | [ 25 ]                                                  |                                                         |
| 1984 | 25ª                                                     | Maria Tereza Nunes de Melo                              |                                                         | —                                                       |                                                         |
| 1983 | 24ª                                                     | Mônica de Oliveira Andrade h                            |                                                         | [ 26 ]                                                  |                                                         |
| 1982 | 23ª                                                     | Rosângela Terezinha Michels g                           | Semifinalista (Top 12)                                  | [ 27 ]                                                  |                                                         |
| 1981 | 22ª                                                     | Maria Alcineide Melo de Lima                            | Rio Branco Futebol Clube                                |                                                         | [ 28 ]                                                  |
| 1980 | 21ª                                                     | Wanize Magri da Silveira f                              | Diários Associados                                      |                                                         | [ 29 ]                                                  |
| 1979 | 20ª                                                     | Educyra Magalhães Assef                                 | Rio Branco Futebol Clube                                |                                                         | [ 30 ]                                                  |
| 1978 | 19ª                                                     | Ângela Maria Ferreira de Lima                           | Ass. dos Servidores do Incra                            |                                                         | [ 31 ]                                                  |
| 1977 | 18ª                                                     | Denise Ferreira da Silva                                | Tarauacá                                                |                                                         | [ 32 ]                                                  |
| 1976 | 17ª                                                     | Maria Raimunda da Cunha                                 |                                                         |                                                         | [ 33 ]                                                  |
| 1975 | 16ª                                                     | Lucimar de Souza Lima                                   | Associação Acreana de Imprensa                          |                                                         | [ 34 ]                                                  |
| 1974 | 15ª                                                     | Mariuza Carneiro Nazaro                                 |                                                         |                                                         | —                                                       |
| 1973 | 14ª                                                     | Maria de Fátima Silvestre Maia                          | Rio Branco                                              |                                                         | [ 35 ]                                                  |
| 1972 | 13ª                                                     | Lucineide Oliveira Cardoso                              | Sena Madureira                                          |                                                         | [ 36 ]                                                  |
| 1971 | 12ª                                                     | Joana Peres de Albuquerque                              | Tarauacá                                                |                                                         | [ 37 ]                                                  |
| 1970 | 11ª                                                     | Maria Alice Gomes Gonçalves                             | Rotary Club Rio Branco                                  |                                                         | [ 38 ]                                                  |
| 1969 | 10ª                                                     | Maria Augusta Araújo Farias                             |                                                         |                                                         | —                                                       |
| 1968 | 9ª                                                      | Carmen Ferreira Nunes                                   | Brasiléia                                               |                                                         | [ 39 ]                                                  |
| 1967 | 8ª                                                      | Raimunda Nogueira da Silva                              | Rio Branco Futebol Clube                                |                                                         | [ 40 ]                                                  |
| 1966 | 7ª                                                      | Maria Anunciada Cunha e                                 | Diários Associados                                      |                                                         | [ 41 ]                                                  |
| 1965 | 6ª                                                      | Adail Franco d                                          | Diários Associados                                      |                                                         | [ 42 ]                                                  |
| 1964 | 5ª                                                      | Laura Ribeiro Aranha c                                  | Diários Associados                                      |                                                         | —                                                       |
| 1963 | 4ª                                                      | Maria Cristina Laport                                   | Diários Associados                                      |                                                         | —                                                       |
| 1962 | O Acre não enviou candidata nestes anos.                | O Acre não enviou candidata nestes anos.                | O Acre não enviou candidata nestes anos.                | O Acre não enviou candidata nestes anos.                | O Acre não enviou candidata nestes anos.                |
| 1961 | O Acre não enviou candidata nestes anos.                | O Acre não enviou candidata nestes anos.                | O Acre não enviou candidata nestes anos.                | O Acre não enviou candidata nestes anos.                | O Acre não enviou candidata nestes anos.                |
| 1960 | O Acre não enviou candidata nestes anos.                | O Acre não enviou candidata nestes anos.                | O Acre não enviou candidata nestes anos.                | O Acre não enviou candidata nestes anos.                | O Acre não enviou candidata nestes anos.                |
| 1959 | 3ª                                                      | Eneida Dulce de Castro Lopes                            | Rio Branco Futebol Clube                                |                                                         | [ 43 ]                                                  |
| 1958 | 2ª                                                      | Nascília Nogueira b                                     | Rio Branco                                              |                                                         | [ 44 ]                                                  |
| 1957 | O Acre não enviou candidata este ano.                   | O Acre não enviou candidata este ano.                   | O Acre não enviou candidata este ano.                   | O Acre não enviou candidata este ano.                   | O Acre não enviou candidata este ano.                   |
| 1956 | 1ª                                                      | Wilma Campos de Araújo a                                | Território do Acre                                      |                                                         | [ 45 ]                                                  |